# Маслянка (Мінська область)
Маслянка (біл. вёска Масьлёнка) — село в складі Крупського району Мінської області, Білорусь. Село підпорядковане Крупській сільській раді, розташоване в східній частині області.